# Partido del Despertar Nacional
El Partido del Despertar Nacional (en indonesio, Partai Kebangkitan Bangsa), frecuentemente abreviado como PKB, es un partido político islamista de Indonesia.
Fundado en 1999 por la rama tradicionalista de la sociedad musulmana indonesia. Es descrito como un partido musulmán nacionalista, que promueve principios nacionalistas e inclusivos y se basa en la doctrina pancasila.
En 2014, el partido obtuvo un 9.04% del voto popular. Actualmente es liderado por Muhaimin Iskandar.